# فابیان لاموت
فابیان لاموت (انگلیسی: Fabian Lamotte؛ زادهٔ ۲۵ فوریهٔ ۱۹۸۳) بازیکن فوتبال اهل آلمان است.
از باشگاه‌هایی که در آن بازی کرده‌است می‌توان به باشگاه فوتبال شالکه ۰۴، باشگاه فوتبال اشتورم گراتس، باشگاه فوتبال مونیخ ۱۸۶۰، و باشگاه فوتبال ویکتوریا ۱۸۸۹ اشاره کرد.